# Financial Times
Financial Times (FT) es un periódico de origen británico con especial énfasis en noticias internacionales de negocios y economía. El periódico, publicado por Pearson PLC en Londres, fue fundado en 1888 por James Sheridan y Horatio Bottomley, fusionándose en 1945 con su rival más cercano, el Financial News (fundado en 1884).
El FT tiene un promedio de lectores diarios de 2.2 millones de personas alrededor del mundo (datos auditados de PricewaterhouseCoopers, noviembre de 2011). FT.com tiene registrados 4.5 millones de usuarios y más de 285.000 suscriptores digitales, así como 600.000 usuarios de pago. El FT de China tiene más de 1.7 millones de usuarios registrados. Las ediciones mundiales del periódico Financial Times han tenido en promedio 234,193 copias en circulación (88,000 por la edición de Reino Unido), para enero de 2014. En febrero de 2014 las ediciones mundiales del Financial Times, en conjunto, vendieron 224 mil copias. En octubre de 2013, las ediciones impresas de pago y en circulación, en conjunto, alcanzaron cerca de 629.000 copias (282.000 de la edición impresa y 387.000 de las ventas en línea), la más grande circulación en sus 125 años de historia. Las ventas actuales del periódico ascienden a 230,470. Pero, a pesar de que la digitalización de FT ha sido exitosa, sus ganancias totales son modestas. De los 49 millones de euros registrados por la utilidad de operación del 'Grupo FT' en 2013, 25 millones de euros se contabilizan por su participación del 50% en El Economista. Se cree que estos niveles bajos de ganancias del FT incentivarán a los accionistas a impulsar la cesión de un activo 'trofeo' que puede ser vendido en más de 500 millones de euros. En 2015 el grupo japonés Nikkei hizo efectiva la compra del rotativo económico británico.
Su rival principal es The Wall Street Journal, un periódico financiero estadounidense publicado en Nueva York por News Corporation, a cuyo presidente, Rupert Murdoch, se le había negado un lugar en el consejo de FT Pearson Plc. después de que él comprara lo que se consideraba una participación "hostil". Murdoch, finalmente, vendió las acciones después de no poder persuadir a Person y sus accionistas de vender el FT.

## Historia

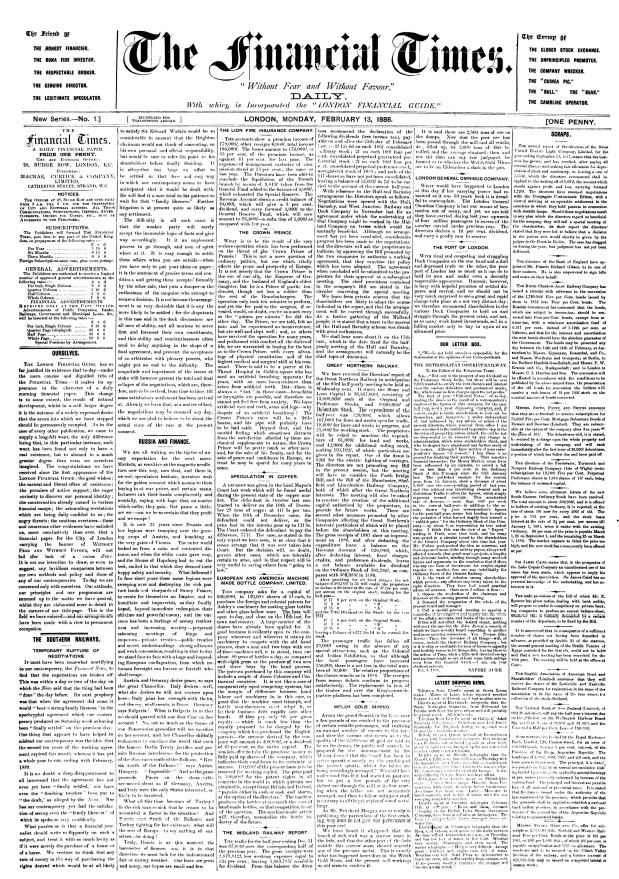
La página frontal del Financial Times el 13 de febrero de 1888

El FT fue lanzado como la Guía Financiera de Londres el 10 de enero de 1888, cambiando su nombre a Financial Times el 13 de febrero del mismo año. Describiéndose a sí mismo como el amigo del "Financiero honesto y el Broker respetable", el cual era un periódico de cuatro hojas. Los lectores eran la comunidad financiera de la Ciudad de Londres, su único rival era el un poco más viejo y atrevido Financial News. El 2 de enero de 1893, el FT cambió a un ligero color salmón para distinguirse de su similar llamado Financial News: que era más barato de imprimir que en papel blanco (muchos otros periódicos generales tales como el Pink 'Un tienen la misma política), pero hoy en día es más caro que el papel que tiene que ser teñido especialmente. Por la rivalidad inicial, los dos periódicos fueron fusionados por Brendan Bracken, en 1945, para formar un solo periódico de seis hojas. El Financial Times aportó una circulación mayor mientras que el Financial News proporcionó talento editorial. La columna Lex también fue introducida del Financial News. Pearson PLC compró el periódico en 1957.
A través de los años, el periódico creció en tamaño, número de lectores y amplitud de cobertura. Estableció corresponsales en ciudades de todo el mundo, reflejando los primeros movimientos de la economía mundial hacia la globalización. Dado que el comercio fronterizo y el flujo de capital aumentó durante la década de 1970, el FT empezó a expandirse internacionalmente, facilitado por el desarrollo en la tecnología y la creciente aceptación del lenguaje inglés en los negocios. El 1 de enero de 1979, el primer FT (edición de Europa Continental) fue impresa fuera de Reino Unido, en Fráncfort. Desde entonces, con el aumento en la cobertura internacional, el FT se ha convertido en un periódico global, impreso en 22 localidades con cinco ediciones internacionales para servir al Reino Unido, Europa Continental, los Estados Unidos, Asia y el Medio Oriente.
La edición europea es distribuida en los continentes europeo y africano. Se imprime de lunes a sábado en cinco centros de toda Europa. Gracias a los reportes de los corresponsales de todos los centros de Europa, el FT es reconocido como la primera fuente de información relacionada con la Unión Europea, el euro y los asuntos europeos corporativos.
En 1994, FT lanzó una revista de estilo de vida de lujo How To Spend It. En 2009 Financial Times lanzó el sitio web independiente de la revista How To Spend It.
El 13 de mayo de 1995, el grupo de Financial Times hizo su primera incursión en Internet con el lanzamiento de FT.com. Esto proporcionó un resumen de noticias alrededor del mundo y fue complementada en febrero de 1996 con el lanzamiento de los precios de las acciones seguida en la primavera de 1996 por la segunda generación del sitio. El sitio fue financiado por la publicidad y contribuyó al mercado de la publicidad en línea en el Reino Unido a finales de la década de 1990. Entre 1997 y 2000, el sitio se sometió a severas remodelaciones y cambios de estrategia tanto el Grupo FT y Pearson reaccionaron a los cambios en línea. FT introdujo servicios de suscripción en 2002. FT.com es uno de los pocos sitios de noticias de Reino Unido funcionando con éxito en suscripciones.

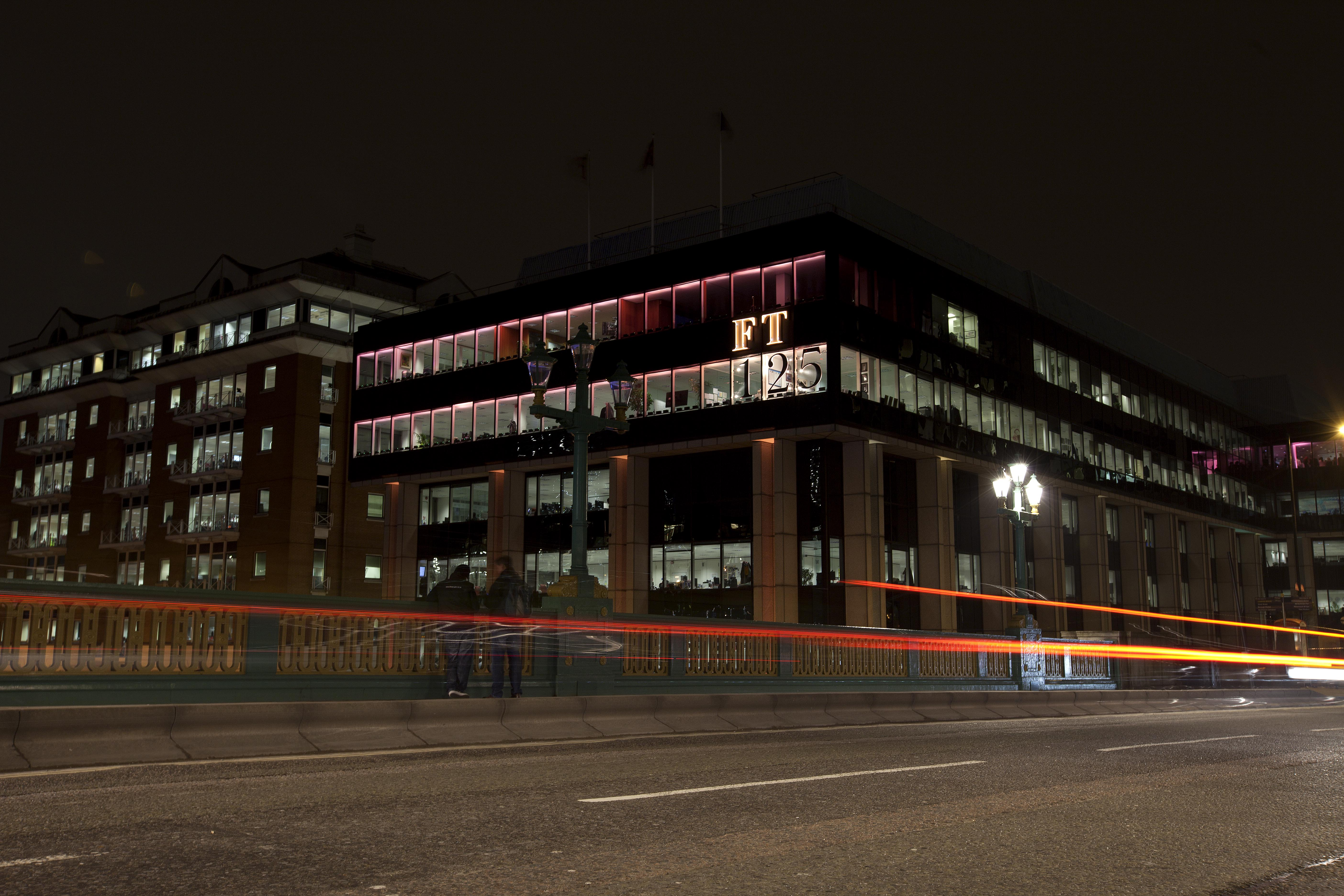
Las oficinas de FT Londres en One Southwark Bridge, 2013

En 1997, el FT lanzó la edición de Estados Unidos, impresa en Nueva York, Chicago, Los Ángeles, San Francisco, Dallas, Atlanta, Orlando y Washington D. C., aunque el periódico fue impreso por primera vez fuera de la Ciudad de Nueva York en 1985. En septiembre de 1998, el FT se convirtió en el primer periódico con sede en Reino Unido en vender más copias internacionalmente que en el Reino Unido.
En el 2000, el Financial Times comenzó a publicar una edición en alemán, Financial Times Deutschland, con noticias y equipo editorial con sede en Hamburgo. Su circulación inicial en 2003 fue de 90 000. Originalmente una empresa conjunta con una firma editorial alemana Gruner + Jahr, FT vendió el 50% de su participación a su socio alemán en enero de 2008. FT Deutschland nunca tuvo ganancias y se dijo que había acumulado pérdidas de 250 millones de euros en 12 años. El periódico alemán cerró el 7 de diciembre de 2012.
El The Financial Times lanzó un nuevo suplemento semanal para los fondos de la industria de la administración el 4 de febrero de 2002. FT fund management (FTfm) fue y sigue siendo distribuido con el periódico FT cada lunes. FTfm es el mayor título en circulación de administración de fondos.
Desde 2005, el FT ha patrocinado anualmente el premio Financial Times y Goldman Sachs libro de negocios del año.
El 23 de abril de 2007, el FT dio a conocer una versión "renovada" del periódico e introdujo un nuevo eslogan "We Live in Financial Times".
En 2007, FT también pionera en "paywall", lo cual permite a los visitantes de su sitio leer un número limitado de artículos gratis un mes antes de pedirles que paguen. Cuatro años después FT lanzó su innovadora app móvil HTML5. Smart phones y tabletas ahora manejan 12% de suscripciones y 19% del tráfico de FT.com. En 2012 el número de suscriptores digitales pasó la circulación del periódico por primera vez y FT atrajo casi la mitad de sus ingresos de las suscripciones, en lugar de la publicidad. “Es un gran cambio”, dijo Gillian Tett de FT.
Desde 2010, FT está disponible en la Terminal Bloomberg. FT dijo: “Este acuerdo abre otro gran y muy significativo canal para FT”

## Investigación por manipulación del mercado en Alemania
En enero de 2019, el FT comenzó una serie de artículos de investigación detallando las sospechas de fraude en el grupo de pagos alemán Wirecard. Cuando el precio de las acciones de Wirecard cayó en picado, los medios de comunicación alemanes especularon con que la manipulación del mercado estaba detrás de este ataque a una empresa alemana, centrándose en el autor principal de la serie FT, Dan McCrum. Posteriormente, la Fiscalía de Múnich inició una investigación. Tras la denuncia formal de un inversor, Wirecard y la Autoridad Federal de Supervisión Financiera de Alemania, el fiscal del Estado responsable está investigando actualmente a varios periodistas de FT.

## Lectores
De acuerdo con la autoridad de Encuestas Globales de Mercado de Capitales, la cual mide los hábitos de los lectores entre la mayoría tomadores de decisiones de alto nivel en instituciones financieras más grandes del mundo, el Financial Times es considerado el periódico de negocios más importante, alcanzando un 36% de muestra poblacional, 11% más que The Wall Street Journal (WSJ), su rival principal. The Economist, del cual 50% pertenece a FT, alcanza un 32%. The Banker también provee información importante, alcanzando un 24%. Además, FT fue reconocido como la publicación más creíble en reportes financieros y problemas económicos entre la audiencia del Mundo Profesional en la Comunidad de Inversionistas. The Economist también fue calificado como el tercer título más creíble entre los inversionistas profesionales influyentes (quienes personalmente administran fondos de activos valorados en más de $5 billones), mientras que el WSJ fue el segundo.

## Contenido
El FT se divide en dos secciones. La primera sección cubre noticias nacionales e internacionales, comentarios editoriales sobre política y economía de periodistas del FT tales como Martin Wolf, Gillian Tett y Edward Luce, y artículos de opinión de líderes reconocidos a nivel mundial, políticos, académicos y comentaristas. La segunda sección consiste en datos financieros y noticias sobre compañías y mercados.
Cerca de 110 de 475 periodistas se encuentran fuera de Reino Unido.

### La columnaLex
La columna Lex es una publicación diaria que se encuentra en la última página de la primera sección. Cuenta con análisis y opiniones que abarcan la economía y finanzas a nivel mundial. El FT llama a Lex como su columna de agenda-setting. La primera columna apareció el lunes 1 de octubre de 1945. El origen del nombre puede encontrarse en Lex Mercatoria, una expresión latina que significa literalmente "derecho mercantil". Fue concebido por Hargreaves Parkinson para el Financial News en la década de 1930 y movido Financial Times cuando estos dos se fusionaron.
Lex cuenta con algunos alumnos distinguidos que han hecho sus carrera en negocios y gobierno – incluyendo Nigel Lawson (el Excanciller Conservador de Hacienda), Richard Lambert (director de CBI y exmiembro del comité del Banco de política monetaria de Inglaterra), Martin Taylor (expresidente ejecutivo de Barclays), John Makinson (presidente y director ejecutivo de Penguin), John Gardiner (expresidente de Tesco), David Freud (exbanquero de UBS y asesor Labour), John Kingman (exjefe de UKFI y banquero en Rothschild), George Graham (banquero de RBS), Andrew Balls (jefe de administración del portafolio de PIMCO) and Jo Johnson (Miembro Conservativo del Parlamento de Orpington).

## FT Weekend
El FT publica una edición sabatina del periódico llamado Financial Times Weekend. Consta de noticias internacionales económicas y políticas, Compañías y Mercados, Vida y Arte, Casa y Hogar y Revista FT.

### How to Spend It
How to Spend It es una revista mensual publicada junto con FT Weekend. Fundada y lanzada por Julia Carrick con Lucia van der Post como fundadora y editora, sus artículos tratan sobre bines de lujo tales como yates, mansiónes, departamentos, relojería, alta costura y automóviles, así como moda y columnas por personas en industrias de arte, jardinería, alimentos, hoteles y viajes. Para celebrar su 15.º aniversario, FT lanzó su versión en línea de su publicación howtospendit.com el 3 de octubre de 2009.
Algunos comentaristas de la prensa fueron tomados por sorpresa por el lanzamiento de un sitio en línea sobre consumo ostentoso durante la austeridad financiera de la recesión a finales de los años 2000. La revista ha sido ridiculizada en blogs editoriales rivales, como "repelente" en Telegraph. Una copia 'manoseada' del complemento fue encontrada cuando las fuerzas rebeldes irrumpieron en la Trípoli del Coronel Gaddafi durante la guerra civil Libia en 2011.

## Línea editorial
El FT defiende los mercados libres  y está en favor de la globalización. Durante la década de 1980, apoyó la política monetaria de Margaret Thatcher y Ronald Reagan. Mostró su apoyo al Partido Laborista en el Reino Unido, empezando con la elección general en 1992.
La editorial FT tiende a estar a favor de la Unión Europea, a pesar de que no apoya la pertenencia al euro. El Financial Times se posicionó firmemente en contra de la Guerra en Irak.
En las elecciones presidenciales en Estados Unidos en 2008, el Financial Times aprobó a Barack Obama, aunque aumentaron las inquietudes por el proteccionismo, el FT alabó su habilidad de 'comprometer la atención del país', por sus políticas de ambos partidos, así como por sus planes de la 'Reforma de Salud en los Estados Unidos'.
En las elecciones generales del Reino Unido en 2010, el FT fue receptivo hacia la posición Liberal Demócrata en las libertades civiles y  [cita requerida] las reformas políticas y elogió al entonces líder laborista Gordon Brown por su respuesta a la crisis financiera global de 2008, pero en general, apoyó a los Conservadores, a pesar de cuestionar su Euroscepticismo.
En las elecciones de Estados Unidos de 2012, al igual que en las elecciones de 2008, contra John McCain, el FT favoreció a Barack Obama sobre Mitt Romney.
En 2010, el Wall Street Journal llamó al FT una "compañía ortodoxa keynesiana". Un artículo del FT de noviembre de 2011 hizo referencia a la opinión del Wall Street Journal como "la biblia conservadora".

## Propiedad y productos relacionados
El Grupo Financial Times es una división de Pearson PLC. Incluye el Financial Times, FT.com, FT Search Inc., el sello editorial de FT Press, una participación del 50% en The Economist, Mergermarket (un informe de inteligencia en línea) y numerosas empresas conjuntas incluyendo Vedomosti en Rusia. Además, el Grupo FT tiene una unidad llamada FT Business la cual provee información especializada en segmentos de retail, personales e instituciones financieras. Es una publicación de The Banker, Money Management y Financial Adviser (una publicación dirigida a asesores profesionales), This Is Africa, fDi intelligence and Professional Wealth Management (PWM).
El Grupo Financial Times Group anunció el lanzamiento beta de newssift FT Search, Inc. en marzo de 2009. Newssift.com es la siguiente generación de herramientas de búsqueda para profesionales de negocios indexando millones de artículos de miles de fuentes de información de negocios globales, no solo de FT. El Grupo Financial Times adquirió Money Media (un sitio en línea de noticias y comentarios de la industria) y Exec-Appointments (un sitio en línea especialista en reclutamiento para el mercado laboral ejecutivo). El Grupo FT tenía una participación de 13,85% en Business Standard Ltd de India, el editor de Business Standard. Grupo FT ha vendido esta participación en abril de 2008 y ha entrado en un acuerdo con Network 18 para lanzar el periódico Financial Times en India, aunque se ha especulado que puede tener dificultades para hacerlo, ya que la marca Financial Times en India es propiedad de The Times Group, la editorial de The Times of India y The Economic Times. El grupo también publica America's Intelligence Wire, un servicio general de noticias diario.
La división Publicación Financiera del Financial Times provee contenido impreso y en línea para consumidores y audiencias profesionales en finanzas. Ejemplos de publicaciones y servicios incluye: Investors Chronicle, una revista y sitio web de; FT Money, un complemento semanal de finanzas personales en FT Weekend; FT Wealth, una revista para la comunidad mundial high-net-worth y FTfm, una revisión semanal de la industria global de administración de fondos. Money-Media, una sección separada de la Publicación Financiera, ofrece una gama de información digital para administradores profesionales de fondos alrededor del mundo, incluyendo: Ignites, Ignites Europe, Ignites Asia, FundFire and BoardIQ. Intelligence, incluye publicaciones y eventos para las industrias de pensiones europeas (Pensions Management, Pensions Week and schemeXpert.com). Publicación Financiera también ofrece servicios de idiomas a través de Nordic Region Pensions & Investment News (nrpn), Nederlands Pensioen & Beleggingsnieuws (npn), Deutsche Pensions & Investmentnachrichten (dpn), Schweizer Pensions & Investmentnachrichten (spn), El Grupo también edita a MandateWire, una compañía de información financiera que ofrece ventas e inteligencia de mercado para profesionales de inversión en Estados Unidos y Europa.
FT Knowledge us una compañía asociada que ofrece productos y servicios educacionales. FT Knowledge ha ofrecido el curso de "Introduciendo a la Ciudad" (que es una serie de lecturas/seminarios los miércoles en la noche, así como eventos de fin de semana) durante el otoño y primavera desde el 2000.

FT Predict es un concurso de predicción de mercado del Financial Times que permite a los usuarios comprar y vender contratos basados en el futuro financiero, político y, eventos de noticias impulsado por el gasto de dólares del Financial Times (FT$). Basado en el supuesto que muestra "The Wisdom of Crowds" de James Surowiecki, este concurso permite a las personas usar predicciones de mercado para observar sucesos futuros mientras compiten por premios semanales y mensuales.
El Financial Times también desarrolló un juego relacionado con los negocios llamado "In the Pink" (una frase que significa "con buena salud", también es una referencia al color del periódico y a la frase "en números rojos" que significa tener una pérdida). El jugador es puesto en el papel virtual de Jefe Ejecutivo y el objetivo es tener la mayor ganancia cuando el juego termine. El ganador del juego (el ganador que haga la mayor ganancia) recibiría un premio real monetario de 10 000 libras. El juego se desarrolló desde el 1 de mayo al 28 de junio de 2006.

## Índices y Rankings
El Financial Times coteja y publica un número de índices financieros de mercado, los cuales reflejan el cambio en el valor de los componentes. El de más larga duración de estos fue la antigua Financial News Index, que empezó el 1 de julio de 1935 por el Financial News. El FT publicó un índice similar, el cual fue remplazado por el Financial News Index—y el Financial News Index luego recibió el nombre de Financial Times (FT) Index el 1 de enero de 1947. EL índice empezó como un índice de acciones industriales, y compañías dominantes con intereses en el extranjero fueron excluidas, tales como Anglo-Persian Oil Company (después BP), British-American Tobacco, Lever Brothers (después Unilever) y Royal Dutch Shell. El petróleo y los sectores financieros fueron incluidos décadas después.
El FTSE All-Share Index, primero en la serie de índices FTSE, fue creado en 1962, que comprende las más grandes 594 empresas de Reino Unido por la capitalización de mercado. Las letras F-T-S-E representan que representan FTSE es una empresa conjunta entre Financial Times (F-T) y la Bolsa de Londres (S-E por sus siglas en inglés). El 13 de febrero de 1984 se introdujo el FTSE 100, que representa a cerca del 80% de los valores de la Bolsa de Londres. En 1995 FTSE Group fue creado como compañía independiente. La primera de muchas oficinas en el extranjero fue abierta en Nueva York en 1999, París a principios del 2000, y Hong Kong, Fráncfort del Meno, y San Francisco en 2001. En Madrid fue abierta en 2002, y Tokio en 2003.
Otros índices FTSE conocidos incluyen el FTSE 350 Index, el FTSE SmallCap Index, el FTSE AIM UK 50 Index y FTSE AIM 100 Index, así como el índice FTSE AIM All-Share para acciones, y el índice FTSE UK Gilt para bonos del gobierno.
Desde hace 3 años, El Financial Times publica juntamente con Statista una lista de las 1000 empresas de mayor crecimiento de Europa llamada FT1000. En esta lista aparecen aquellas empresas que han experimentado un mayor crecimiento en los últimos tres ejercicios fiscales en cuanto a su facturación y número de empleados. El 1 de marzo de 2020 se publicará la cuarta edición de este ranking.

## Personal

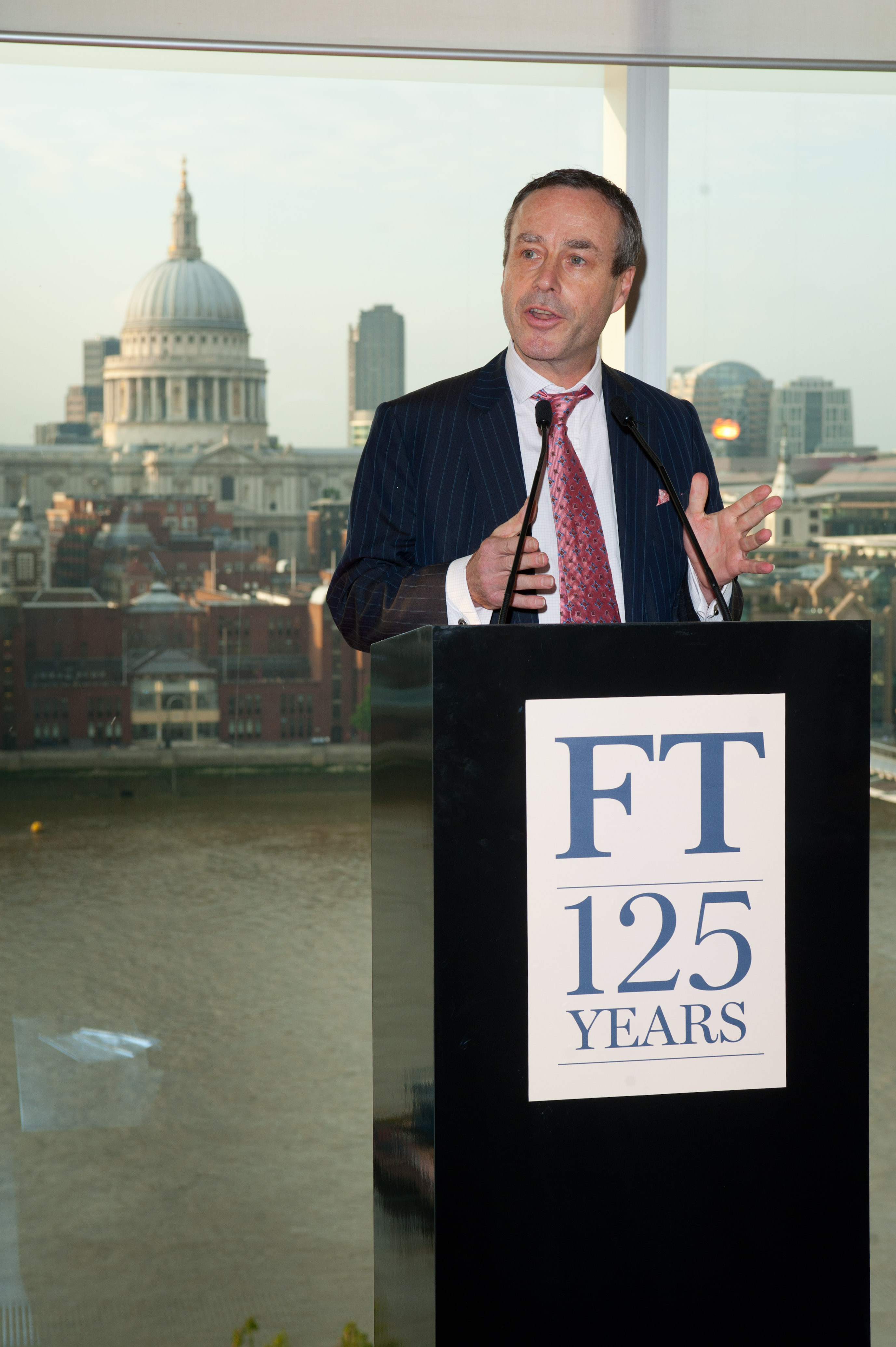
Editor Lionel Barber hablando en la fiesta del 125.º aniversario del periódico en Londres, 2013

- Lionel Barber (Editor) (1 de enero de 2006 – presente)[49]
- Gillian Tett (Columnista de mercados y finanzas; Editor Asistente)
- Lucy Kellaway (Columnista de Administración)
- John Authers (Jefe de Lex)
- Tim Harford (Columnista Principal)
- Gideon Rachman (Jefe Comentarista de Asuntos Internacionales)
- Martin Wolf (Jefe Comentarista de Economía)
- Jurek Martin (Columnista y exjefe de la Oficina de Washington)
- Michael Skapinker (Columnista y Editor Asociado)
- Edward Luce (Jefe de Oficina, Washington D. C.)
- Roula Khalaf (Editor extranjero; Editor Asistente)

En julio de 2006, el FT anunció un proyecto nuevo "sala de prensa" que integra el periódico más de cerca con FT.com. Al mismo tiempo anunció planes para recortar personal de la editorial de 525 a 475. En agosto, anunció que el recorte de personal se había dado a través de despidos voluntarios.
Numerosos ex periodistas de FT han llegado a puestos de trabajo de perfil alto en periodismo, política y negocios. Robert Thomson, el anterior jefe del periódico de Estados Unidos, fue el editor de The Times y ahora es el editor de The Wall Street Journal. Will Lewis, un ex corresponsal de Nueva York y Director de Noticias para el FT, es ahora el editor de Daily Telegraph. Dominic Lawson pasó a convertirse en el editor de Sunday Telegraph hasta que fue despedido en 2005. Andrew Adonis, un ex corresponsal de educación, se convirtió en asesor en materia de educación para Tony Blair, quien fue el primer ministro británico, y se le dio un trabajo como ministro de educación y un asiento en la Cámara de los Lores después de las elecciones de 2005. Ed Balls se convirtió en el principal asesor económico de la Hacienda, trabajando de cerca con Gordon Brown, el ministro financiero antes de ser elegido como Miembro del Parlamento en 2005, y ha sido Secretario de Estado para niños, escuelas y familias desde julio de 2007. Bernard Gray, un ex corresponsal de defensa y columnista de Lex, fue director ejecutivo de la compañía editora CMP antes de convertirse en jefe ejecutivo de TSL Education, editor de Times Educational Supplement. David Jones, en un tiempo fue editor de FT Night, luego se convirtió en jefe de IT. Él fue figura clave en la transformación del periódico en la composición electrónica y luego la página completa en la década de 1990. Él se convirtió en jefe de tecnología del Grupo Trinity Mirror.
Sir Geoffrey Owen fue el editor del Financial Times desde 1981 a 1990. Posteriormente se incorporó a Escuela de Economía y Ciencia Política de Londres – Centro para el Desempeño Económico (CEP, por sus siglas en inglés) como Director de Política de Negocios en 1991 y fue y fue nombrado Miembro Principal, del Instituto de Administración, en 1997. Continúa su trabajo ahí. Durante su permanencia en el FT ha tenido que lidiar con los cambios rápidos en la tecnología y problemas relacionados con ella, por ejemplo, lesiones en las muñecas, un problema que afectó a docenas de periodistas del FT, reporteros y personal en la década de 1980.

## Editores
1888: Leopold Graham
1889: Douglas MacRae
1890: William Ramage Lawson
1892: Sydney Murray
1896: A. E. Murray
1909: C. H. Palmer
1937: D. S. T. Hunter
1940: A. G. Cole
1945: Hargreaves Parkinson
1949: Gordon Newton|Sir Gordon Newton
1972: Fredy Fisher
1981: Sir Geoffrey Owen
1991: Richard Lambert
2001: Andrew Gowers
2006: Lionel Barber